# Sened (faraone)
Sened (fl. XXIX secolo a.C.) è stato un faraone appartenente alla II dinastia egizia.

## Biografia
Finora non è stato ritrovato alcun serekht che riporti il suo nome Horo.
Il nome con cui compare nelle liste reali è abbastanza inconsueto visto il suo significato di Colui che ha paura.
Il culto di Sened è ancora attestato durante la IV dinastia associato con quello di Peribsen.
Il Papiro medico di Berlino cita Sened come successore di Den.
Il nome di Sened si trova associato a quello di Peribsen su di una "falsa porta" conservata al Museo Egizio del Cairo mentre nelle gallerie della tomba di Ninetjer sono stati rinvenuti mattoni con il nome di Nefersenedjra.
Quest'ultima occorrenza ha fatto ipotizzare che Sened sia in realtà successore di Ninetjer ed abbia regnato in parallelo a Peribsen in uno scenario di separazione tra Alto Egitto e Basso Egitto.
La successione di Sened è controversa in quanto ognuna delle principali fonti indica un diverso successore ed i dati archeologici sembrano indicarne un altro.

## Liste reali
| s | n · d | i |

| s | n · d | i |

| s | n · d | i |

| s | n · d | i |

| s | n · d | i |

| s | n · d | i |

| s | n · d | i |

| s | n · d | i |

| G54 |

| G54 |

| G54 |

| G54 |

| G54 |

| G54 |

| G54 |

| G54 |

| G54 | HASH |

| G54 | HASH |

| G54 | HASH |

| G54 | HASH |

| G54 | HASH |

| G54 | HASH |

| G54 | HASH |

| G54 | HASH |

## Titolatura
| G5 |

| G5 |

|       |
| \| \| |
|       |
|       |

|  |

|       |
| \| \| |
|       |
|       |

|  |

| G16 |

| G16 |

|  |

| G8 |

| G8 |

|  |

| M23 · X1 | L2 · X1 |

| M23 · X1 | L2 · X1 |

| s | n · d |

| s | n · d |

| s | n · d |

| s | n · d |

| s | n · d |

| s | n · d |

| s | n · d |

| s | n · d |

| G39 | N5 |

| G39 | N5 |

|                   | \| \| \| Non ancora in uso \| \| \| |
|                   |                                     |
| Non ancora in uso |                                     |
|                   |                                     |

|                   |
| Non ancora in uso |
|                   |

## Altre datazioni
| Autore        | datazione             |
| ------------- | --------------------- |
| von Beckerath | 2735 a.C.-2724 a.C.   |
| Málek         | 2700 a.C. - 2690 a.C. |